# Fredrik Jensen
Fredrik Jensen, född 13 juni 1985, är en svensk fotbollsspelare (anfallare) som spelar för Löberöds IF. Jensen har tidigare representerat Trelleborgs FF i Allsvenskan och Superettan. Hans far, Ole Jensen, är en före detta fotbollsspelare.

## Karriär

### Tidiga år
Jensens moderklubb är Löberöds IF, där han spelade fotboll i Division 6. Därefter spelade Jensen för Höörs IS, där han gjorde 28 mål i Division 4 2006.

### Trelleborgs FF
Inför säsongen 2007 värvades Jensen av Trelleborgs FF. I mars 2007 debuterade han och gjorde ett hattrick i en träningsmatch mot Bunkeflo IF som Trelleborg vann med 5–0. Några dagar senare gjorde Jensen även ett mål i en träningsmatch mot danska BK Frem, där han dock råkade ut för en knäskada. Skadan gjorde att Jensen missade hela säsongen 2007.
Jensen gjorde allsvensk debut den 6 april 2008 i en 3–1-vinst över Gais, där han blev inbytt i den 84:e minuten mot Fisnik Shala. Jensen gjorde sitt första allsvenska mål den 1 juli 2008 i en 2–0-vinst över IFK Göteborg.
Efter säsongen 2012 lämnade Jensen klubben.

### Återkomst i Löberöds IF
I januari 2013 återvände Jensen till moderklubben Löberöds IF. I premiärmatchen råkade han ut för en hälseneskada som förstörde hela säsongen. Jensen spelade alltså endast en match i Division 6 säsongen 2013. Säsongen 2014 gjorde han 25 mål på 13 matcher, vilket hjälpte klubben till en serieseger i Division 6. Säsongen 2015 gjorde Jensen 17 mål på 19 matcher i Division 5. Trots Jensens målskörd slutade Löberöd sist i serien och blev nedflyttade tillbaka till Division 6. Under säsongen 2015 var han dessutom assisterande tränare i klubben.
Inför säsongen 2016 tog Jensen över som huvudtränare i Löberöd. Under säsongen spelade han dessutom 20 matcher och gjorde sju mål för klubben. Även denna säsong blev Löberöd nedflyttade. Jensen fortsatte i sin roll som spelande tränare under säsongen 2017 då han gjorde 21 mål på 16 matcher i Division 7. Löberöd slutade på fjärde plats i serien och fick kvala mot Hjärnarps IF om en plats i Division 6. De vann kvalet med totalt 10–6 och Jensen gjorde fem av lagets mål.

### Askeröds IF
Inför säsongen 2018 gick Jensen till division 5-klubben Askeröds IF, där han dessutom fick en roll som assisterande tränare. Säsongen 2018 spelade Jensen 17 matcher och gjorde 11 mål. Säsongen 2019 gjorde han 20 mål på lika många matcher i Division 6.

### Löberöds IF för tredje gången
Säsongen 2020 återvände Jensen återigen till Löberöds IF, där det främst blev spel som målvakt. Han spelade 10 matcher och gjorde ett mål i Division 6. Jensen släppte under året även självbiografin Snickaren från Löberöd.